# Bukowno Przymiarki
Bukowno Przymiarki – przystanek kolejowy w Bukownie (w dzielnicy Przymiarki), w województwie małopolskim, w Polsce. Budynek dworca nie prowadzi już sprzedaży biletów, jest obecnie zamieszkały.

## Ruch pasażerski
| Rok  | Wymiana pasażerska na dobę |
| ---- | -------------------------- |
| 2017 | 0-9                        |
| 2018 | 0-9                        |
| 2019 | 0-9                        |
| 2020 | 0-9                        |
| 2021 | 0-9                        |
| 2022 | 10-19                      |
| 2023 | 10-19                      |